# John Putnam Merrill
John Putnam Merrill (Hartford, 10 marzo 1917 – Hope Town, 14 aprile 1984) è stato un medico statunitense, uno dei pionieri della dialisi e del trapianto renale.

## Biografia
Originario del Connecticut, Merrill si diplomò come Phi Beta Kappa al Dartmouth College nel 1938 e frequentò l'Harvard Medical School, dove si laureò nel 1942. Dopo la laurea fu internista al Peter Bent Brigham Hospital di Boston e poi, durante la seconda guerra mondiale, trascorse quattro anni al servizio dell'Aeronautica Militare degli Stati Uniti.
Nel 1947 tornò al Brigham Hospital come tirocinante. Benché fosse inizialmente interessato alla Cardiologia, George Thorn riconobbe le qualità di Merrill assegnandolo allo sviluppo per la creazione di un rene artificiale. Quindi Merrill iniziò gli studi sulla macchina di dialisi e, in collaborazione con i suoi colleghi, modificò il prototipo di Willem Johan Kolff. Il rene artificiale sviluppato da Merrill, il dializzatore Kolff-Brigham, trattò con successo i pazienti sofferenti di Insufficienza renale acuta.
Dal 1951 al 1953 Merrill, in collaborazione con David Hume e George Thorn, eseguì una serie di trapianti su pazienti sofferenti di Malattia renale cronica, però fallimentari a causa del rigetto dell'organo trapiantato.
Il 23 dicembre 1954 Merrill fece parte del team che eseguì con successo il primo trapianto renale nel quale donatore e ricevente, Ronald e Richard Herrick, erano gemelli monozigoti. Nel 1955-1956 Merrill trascorse un anno a Parigi, presso il team di Jean Hamburger, all'epoca uno dei più avanzati nella trapiantologia, per studiare gli effetti dell'Irradiazione corporea totale sul sistema immunitario.
Nel 1970 divenne Professore di Medicina all'Harvard Medical School.
Merrill morì tragicamente nel 1984 in un incidente nautico, mentre era in vacanza alle Bahamas.